# Meerhuizen (buurtschap)
Meerhuizen was een buurtschap aan de Amsteldijk, toen nog in de gemeente Nieuwer-Amstel. Het was een vissersbuurtje tegenover de mond van het Diemermeer (in 1629 drooggemaakt onder de naam Watergraafsmeer). 
De in 1676 gebouwde buitenplaats Meerhuizen werd naar de buurtschap genoemd. In de jaren 1920 werd hier de Amsterdamse Rivierenbuurt gebouwd en verdween de buitenplaats. Het Meerhuizenplein ligt in de buurt en is hier naar genoemd.